# Ferrocarril Ruta de la Plata
El ferrocarril Ruta de la Plata fue un eje ferroviario español que discurría entre Sevilla y Gijón, cruzando de norte a sur una parte de la península ibérica. Debe su nombre a la Vía de la Plata, una calzada de época romana que seguía un itinerario similar. El eje llegó a tener una longitud de más de 900 kilómetros, enlazando importantes poblaciones como Zafra, Mérida, Cáceres, Salamanca, Zamora, Astorga, León u Oviedo. En la actualidad esta ruta ferroviaria no se encuentra operativa.

## Historia
Este eje ferroviario se formó hacia finales del siglo XIX a través de la unión de varios trazados distintos, controlados por las compañías MZA, Norte y Oeste. Finalmente todo el eje ferroviario pasaría a estar gestionado por la misma compañía tras creación de RENFE en 1941. Durante muchos años constituyó una importante línea de comunicación para mercancías y pasajeros que enlazaba diversas regiones occidentales de España. Sin embargo, para la década de 1970 las infraestructuras se encontraban en franco declive frente a otros ejes ferroviarios y al transporte por carretera, que ejercían una importante competencia. A mediados de la década de 1990 el tramo Astorga-Plasencia, que desde 1985 ya no prestaba servicio al tráfico de viajeros, fue clausurado.
Desde hace algunos años existe una iniciativa popular que trata de lograr su reapertura. Entre los miembros de esta iniciativa se encuentran las Cámaras de Comercio de las localidades que atravesaba la ruta. En 2017 el Congreso de los Diputados aprobó una proposición no de ley para la realización de los estudios necesarios sobre el trazado, previendo la futura reapertura de esta línea.